# Skylar Grote
Skylar Allison Elizabeth Grote (ur. 24 grudnia 1997) – amerykańska i kanadyjska zapaśniczka walcząca w stylu wolnym. Złota medalistka mistrzostw panamerykańskich w 2022 i zawodów juniorów w 2015. Czwarta w Pucharze Świata w 2022 roku.